# ROOMMATE
ROOMMATE（ルームメイト）は、データム・ポリスターが1997年よりセガサターン他の家庭用ゲーム機で発売している美少女ゲームのシリーズ。狭義では、1997年1月から1998年4月にかけて発売された「井上涼子三部作」を指す。それ以外の作品及びドリームキャストで発売されたシリーズはそれぞれ、以下の項目を参照。
- ルームメイトW 〜ふたり〜a
- ルームメイトノベル 〜佐藤由香〜
- 井上涼子 〜ルームメイト〜
- ルームメイト麻美-おくさまは女子高生-

## 作品の概要
全作品に共通しているシチュエーションは、主人公が一軒家で一人暮らしをしている所に知人の紹介でヒロインが居候することになり、同居生活を営むことになると言うものである。このシリーズで斬新な所はセガサターン本体内蔵（PlayStation版はPocketStation接続）の時計とイベントを連動させることによりリアルタイムでイベントが進行する点であり、クリスマスなどのイベントが現実の日時と連動して発生する点で画期的であった。

## シリーズ作品（井上涼子三部作）

### ROOMMATE〜井上涼子〜
1997年2月14日発売。高校2年の涼子が主人公の家で居候になってから2ヶ月間の同居生活を描く。イベントは1年を通じて入っている。エンディングの変化はイベント時の選択肢だけでなく、ゲームを起動した回数も影響する。

### ROOMMATE〜涼子 in Summer Vacation〜
1997年9月25日発売。前作で家族の住むアメリカへ旅立った涼子が夏休みの間、主人公の家に戻る場面から始まる。前作では2ヶ月間と言うゲーム期間から本作では1週間に短縮されたが、その分だけイベントの密度は増えている。前作では舞台は屋内の空間だけに限られていたが、本作では外出も可能になりテニスのミニゲームが追加された。前作の設定をそのまま継承した続編であるが、キャラクターデザインが前作とは（特に涼子の茶髪・巨乳化）大きく異なっている。

### ROOMMATE3〜涼子 風の輝く朝に〜
シリーズ完結編。1998年4月29日発売。本編のスタートは2月3日（固定）で、アメリカから帰国した涼子の大学受験と卒業を人生の岐路に立ったものとして、約一か月の同居生活を描く。涼子からもらったハーブを育てたり、玄関先の電話台に置かれた録音機能付き白熊のぬいぐるみ「ポーラ」で涼子と声の伝言のやり取りなどミニゲーム的要素も多い。PHSを使ったメールのやりとりが可能になった。デートイベントとは別に、コンビニや外食などの外出イベントが追加されている。

### 涼子のおしゃべりルーム
1999年4月22日発売。日付の切り替わりに内蔵時計機能が使われているが、特定の時間にイベントが隠されていることはない。毎日違ったやり取りが楽しめるファンディスク。シリーズ3作に関連するカルトクイズ「涼子でハテナ？」や涼子が起動した日の蘊蓄を披露する「今日は何の日?」モードなどが収録されている。一度起動した日の情報はリプレイが可能。

## シリーズ作品（セガサターン以外）

### ルームメイト〜井上涼子〜
1999年7月29日発売。1作目のPlayStation移植作。セガサターンと異なりPlayStationには時計機能がないため、時計機能を持ったメモリーカードであるPocketStationが必須となる。システム面も変更されており、舞台となるプレイ期間は2月11日～3月21日までの39日間。PocketStationの時計とリンクしてゲームスタート時が2月11日となる。移動シーンは、SS版、『2』『3』と同じ2Dグラフィックに変更。PS版はマップ上に涼子のディフォルメキャラが表示されるようになった。2014年10月22日からゲームアーカイブスにて配信開始（PlayStation Vitaのみ）。レイティングはCERO：B（12才以上対象）。

### ROOMMATE+ONE
Windows 95対応（98以降は動作未確認、XPには非対応）。1998年2月発売。本作だけデータム・ポリスターでなくイメージファクトリー/アイエムが発売している。リアルタイム連動に加えて通常のアドベンチャーゲーム形式のモードが選択可能であったり、本作だけのオリジナルキャラクターで隣家に住む女子大生・鈴木いずみ（声：小松里賀）が登場するなど多数の要素が追加されている。発売当初の製品版では様々なバグが発生していたが、後日データムのサイトで解消するパッチプログラムが配布された。

## 主な登場人物のプロフィール
井上 涼子（いのうえ りょうこ）
- 声：藤野とも子
- 東京都立橘南（たちばなみなみ）高等学校2年生
- 生年月日：1979年11月4日
- 血液型：O型
- 身長：158cm
- 体重：44kg
- スリーサイズ：B84 / W58 /H84
- クラブ活動：テニス部
- 趣味：読書・音楽鑑賞・テニス・散歩

（1作目のデータ）
中山 りえ（なかやま りえ）
- 声：柳原みわ
- 東京都立橘南高等学校2年生
- 生年月日：1979年12月21日
- 血液型：B型
- 身長：157cm
- 体重：43kg
- スリーサイズ：B83 / W57 /H84

## 評価
『ROOMMATE〜井上涼子〜』はGameSpotでは6.2/10のスコアでリアルタイム機能が革新的で会話のリサイクルは必ずしもされず、ゲームプレイは涼子の話を聞いて適切な選択をすることがほとんどだが、夢中になるほど楽しめたとした。
『ルームメイト〜井上涼子〜』は7、5、4、5の21点。レビュアーは変わらない斬新さがあり、涼子が可愛いとしたがイベントや会話やリアクションが少なくもっと触れ合いたかった、時間設定を変更して進めるにも手間がかかる、毎日プレイしても意味があまりない、システム上仕方ないが必須であるポケットステーションの機能はオマケ程度、SS版との差異であるイベントがなくても様子を窺えることやイベント発生がわかるシステムはかえってゲームのコンセプトからして問題があるかもしれない、涼子の顔がなぜか劇画調といった内容に対して全体的に改良が必要とした。

## ノベライズ
メディアワークスの電撃G's文庫より本作のノベライズが刊行されている。ゲーム1作目でしか見ることが出来なかったキャラクター原案・たくま朋正の挿絵を見ることが出来る。涼子より1歳年下の主人公・大沢悟の視点から涼子との共同生活が描かれる。細部の設定はゲーム本編とかなり異なっているが、ゲームを未プレイでもすんなり読める内容になっている。
- ルームメイト 井上涼子の場合（1997年5月25日、紺野たくみ・著、たくま朋正・画）
- ルームメイト2 井上涼子と三角関係（1997年9月25日、伊達将範・著、たくま朋正・画）
- ルームメイト3 井上涼子と大沢悟（1998年5月25日、伊達将範・著、たくま朋正・画）

なお、大沢悟編が完結した後に姉妹作として『クラスメイト イー・リンリンの場合』（1998年1月25日、紺野たくみ・著、たくま朋正・画）が刊行されたが、関連性はほぼ皆無である。
2000年、ドリームキャスト版が発売されたのに合わせて電撃G's文庫では新シリーズ「ルームメイトM（メモリーズ）」が開始された。
- ルームメイトM（1） 井上涼子17歳・春（2000年11月1日、早見裕司・著、丸藤広貴・画）
- ルームメイトM（2） 井上涼子17歳・夏（2001年2月1日、長坂れむ・著、丸藤広貴・画）
- ルームメイトM（3） 井上涼子18歳・冬（2001年5月1日、長坂れむ・著、丸藤広貴・画）
- ルームメイト2001（2001年7月1日、長坂れむ・著、丸藤広貴・画）

『ルームメイトW 〜ふたり〜』と『ルームメイトノベル 〜佐藤由香〜』のノベライズは各項を参照。

## その他の関連商品
データム・ポリスターからラジオ番組『電撃大賞』で放送されたドラマCD2点を始め、サウンドトラックや主題歌など多数のCDが出ている。
2000年3月16日には、井上涼子3部作+ファンディスク『涼子のおしゃべりルーム』の4作品を収録した豪華版『ROOMMATE〜井上涼子 COMPLETE BOX〜』が発売された。同BOXの特典として、応募者全員に井上涼子からの手書きの手紙が届くというスペシャル企画があった。